# كوجي ناكاهارا
كوجي ناكاهارا (باليابانية: 中原 幸司) (27 يوليو 1970 في شيزوكا في اليابان – )؛ هو لاعب كرة قدم سابق كان يلعب كحارس مرمى.

## وصلات خارجية
- كوجي ناكاهارا على موقع عالم كرة القدم.نت (الإنجليزية)